# Notikewin
Notikewin est un hameau (hamlet) du Comté de Northern Lights, situé dans la province canadienne d'Alberta.